# Минделу
Минде́лу (порт. Mindelo) — второй по величине город Кабо-Верде. Город занимает площадь 67 км² на северо-западе острова Сан-Висенте в заливе Порту Гранде, естественной гавани, сформированной в кратере подводного вулкана около 4 км в диаметре.

## История
Нехватка природных ресурсов и длительная засуха мешала созданию постоянных поселений на острове Сан-Висенте.
Благодаря естественной бухте Порту Гранде, к острову подходили корабли пиратов и корсаров, искавших добычи и жаждущие завоевания других городов, для отдыха или ожидания инвестиций от своих правительств. В 1624 году к острову для пополнения запасов воды и продовольствия причалили 26 голландских фрегатов с 500 орудиями и 3300 людьми на бортах под командованием адмирала Якоба Виллекенса, чья конечная цель заключалась в завоевании бухты Всех Святых в Бразилии.
До 1781 года порт продолжал использоваться пиратами.
В 1795 году появились первые поселенцы: двадцать человек знати и пятьдесят рабов. Они были расселены на островах Фогу и Сан-Висенте. Управляющим был назначен Жоау Карлуш да Фонсека Росадо, богатый человек, родившийся в Тавире. Было построено десяток палаток и хижин в том месте, где сейчас расположена церковь в Алдейа Богородицы Девы Марии.
В 1819 году губернатор Антонио Пуссич приводит 56 семей (свыше 120 человек) из Санту-Антан. Он мечтает о создании города с помпезным названием Леопольдина, в честь императрицы Марии Леопольдины Австрийской, жены Педро IV.
В 1821 году на острове насчитывалось 295 жителей. Однако засуха в последующие годы приведёт к сокращению немногочисленного населения острова.
Несмотря на все трудности, власти по-прежнему были полны решимости создать крупный город в бухте Порту Гранде. С ростом либеральной власти в городе в сентябре 1835 года губернатором был назначен Жоакин Перейра Маринью. На следующий год остров посетил англичанин Джон Льюис, чтобы оценить, сможет ли бухта служить портом для судов Ост-Индской компании.
Маринью отстаивает идею создания новой столицы Кабо-Верде в Порту-Гранде. Министерский и королевский указ от 11 июня 1838 года уполномочил перенести столицу из Праи в Сан-Висенте. Но этому акту не суждено было совершиться, отчасти из-за сильного сопротивления сторонников прежней столицы, отчасти из-за охлаждения энтузиазма губернатора Маринью.
Так или иначе, в 1838 году Британская Ост-Индская компания, базируясь в Сан-Висенте, начала добычу угля. А в метрополии маркиза де Са да Бандейра объявили о том, что поселение в бухте Порту-Гранде получило название Минделу, в память об экспедиции армии Педро IV на побережье в окрестности города Минделу в Португалии.
С июля 1851 года разрешено свободное строительство. Чтобы защитить Минделу и Порту-Гранде от мародёров и пиратов, в 1852 году возведён Форт Дель Рей с военным гарнизоном и семью огневыми точками.

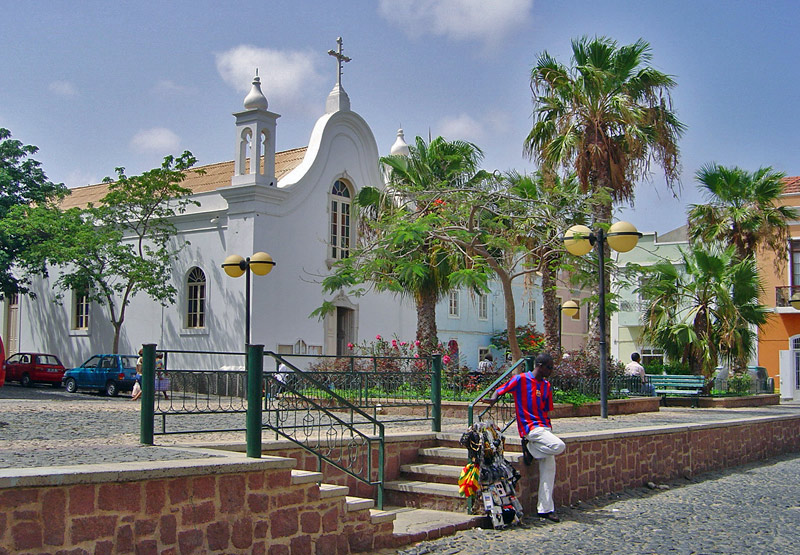
Церковь Богородицы Девы Марии

По указу от 10 марта 1857 года упразднено рабство в Сан-Висенте, а в следующем году в Сан-Николау и Санту-Антан.
В 1858 году, Минделу, имеющий четыре улицы и 170 домов, с населением в 1400 жителей, получил статус города.
Внезапно, в 1861 году, на острове разразилась эпидемия жёлтой лихорадки, чумы, сократившая половину населения Минделу. И, как результат, нехватка рабочей силы — работы по поставке угля для паровых практически прекратились. После этого страшного кризиса город медленно набирал свои предыдущие темпы роста, и только при помощи миграции с соседних островов, население вновь достигло 1400 человек. В 1862 году было построено здание таможни и церковь Богородицы Девы Марии.
18 марта 1874 года на пляже Матиота был проложен первый подводный телеграфный кабель, соединяющий остров с Европой и Бразилией. С 1875 года Минделу рассматривается как самый крупный порт на Атлантическом побережье.
В 1884 году индийская компания продлевает подводный кабель до города Прая, и от него соединяет Западную и Южную Африку и Соединённые Штаты. Минделу стало играть важную роль в телеграфных сообщений Британской империи. На острове поселилось более ста британских граждан, работающих в телеграфной компании.

### Расцвет

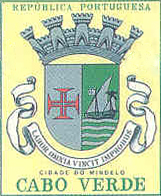
Первый герб города Минделу

К этому времени Минделу расцвёл. Выросли красивые общественные здания — церковь, дворец правительства, мэрия, казармы. Строились частные комфортные дома. В январе 1873 года Советом провинции были выдвинуты требования к жителям Минделу посадить по одному дереву на каждые три квадратных метра земли.
Так, к 1879 году город, насчитывающий 27 улиц, знаменитую площадь Д. Луиш, освещённую пятью красивыми фонарями, дощатые дороги, освещённые в общей сложности 120 масляными фонарями и население в 3 300 человек, был официально возведён в статус города.
В городе начала развиваться сфера торговли и услуг. Уже имелось 3 продуктовых магазина с оптовой и розничной торговлей; 11 магазинов первого порядка с розничной торговлей и 15 магазинов второго порядка (товары в которые доставлялись из местных ранчо и ферм); 108 таверн, 7 хлебопекарен, 2 мясные лавки, 5 лотков с необходимыми продуктами, 3 частных гостиницы и 2 бильярдные. Ещё существовал 1 оптовый склад Дома Миллеров, торгующий не только на острове, но и экспортирующий продукты питания на другие острова. Большой проблемой в Сан-Висенте был недостаток пресной воды, которую импортировали из Таррафала (Санту-Антан), или добывали из 13 государственных и 22 частных скважин.
Не отставала и сфера образования. В дополнение к частным классам французского, английского и бухгалтерского учёта открываются начальные школы для мальчиков и девочек. Силами студентов организовывается муниципальная филармония военной музыки. 10 июня 1880 года, в день трёхсотлетия со дня смерти поэта Луиша Важ де Камоеша, была открыта школа в его честь, и начала работу публичная библиотека с более чем 1000 томов, (приобретённые за счёт пожертвований от населения). В этот же день был заложен первый камень для строительства на острове больницы.
В 1899 году жители направили запрос министру заморских территорий о создании на острове средних школ и школ по изучению иностранных языков.

### За гранью

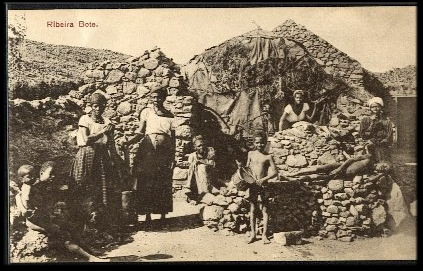

Но не всё было так хорошо. Рабочие слои населения не получали социальной защиты, подвергались насилию со стороны работодателей; рабочие места не отличались безопасностью, заработная плата была низкой. В жилых районах, где жили рабочие, не было санитарно-гигиенических условий. В городе практически отсутствовала канализация. Отходы и мусор сбрасывались возле пляжа города.
Погрузка угля — это пыль и сажа, которой дышат рабочие, не получающие никакого медицинского обслуживания, что приводило к туберкулёзным заболеваниям. И болезнь быстро распространялась по бедным кварталам.
По сведениям путешественников того времени, люди, жившие вокруг пирса, прозябали в нищете. Каждое подходившее к порту судно окружалось целым роем лодок, гребцы которых пытались продавать фрукты и сладости, либо менять их на спиртное и сигареты, которые тут же перепродавались. Люди пытались выживать, зарабатывая на жизнь, как придётся. Как и во всех портовых городах, проституция достигает высокого уровня, а с ней приходят венерические заболевания. Самое опасное заболевание — сифилис, в конечном итоге распространился по всему архипелагу из-за связи Минделу с другими островами.

### Кризис
В конце XIX века Порту-Гранде столкнулся с падением внешнего спроса. Правительство взимает очень высокие налоги, и порт больше не может соперничать с Лас-Пальмас и Дакаром.
В апреле 1891 года руководство компании Карвуэйро объявило об увольнении двух тысяч рабочих. Голод стал угрожать городу. Начиная с первых лет XX столетия, безработица становится постоянной. Ситуацию того времени описывают в своих произведениях Балтасар Лопес и Мануэль Лопес.
В 1900 году уголь заменяют жидким топливом, что приводит порт к потере большей части своего стратегического значения.
В 1910 году в Минделу тепло приветствовали учреждение республики в Португалии, но лишь одна благотворительная ассоциация из города Сантуш (Бразилия), оказала гуманитарную помощь голодающим, отправив в Минделу суда, гружённые различным продовольствием.
Два года спустя ситуация обострилась. Около 4000 рабочих угольных шахт объявили забастовку, требуя отослать их на родину, подальше от продовольственного кризиса, угрожающего населения, засухи и отсутствия работы в Порту-Гранде.
В 1917 году правительство решило раздавать населению продовольственные пайки. Однако вместо улучшения, ситуация ухудшилась.
С начала 1920 года суда заходили в порт крайне нерегулярно.
В апреле 1922 года во время первого воздушного перелёта через Южную Атлантику на гидросамолёте в бухте Порту-Гранде совершили посадку для дозаправки авиаторы Гагу Коутинью и Сакадура Кабрал.
Но самое большое зло, к которому привела безработица, стал алкоголизм. В 1924 году, по просьбе жителей Минделу, губернатор распорядился запретить ввоз любых спиртных напитков в Сан-Висенте.
В 30-е годы городу пришлось особенно трудно. Из-за Великой экономической депрессии на Западе движение судов практически прекратилось. Никакие попытки возврата конкурентоспособности Порту-Гранде не принесло результатов — порт был парализован.
7 июня 1934 года, поняв, что правительству нет никакого дела к трагедии, люди вышли на улицы требовать справедливости, грабя государственные продовольственные склады и магазины местных торговцев.
Засуха в 1941—1942 и 1946—1948 годах и голод привели к гибели тысяч людей и заставили многих эмигрировать (по некоторым данным численность населения сократилась на более чем 30 %). Толпы истощённых голодом людей бежали в соседний Сан-Томе в поисках шансов на выживание.
На других островах ситуация была ещё более тяжёлой. Миф, что в Порту-Гранде неиссякаемый источник рабочих мест и наличие порта с кораблями, дающими возможность отправиться к другим землям, позволял Минделу всегда иметь дополнительную рабочую силу со всех островов архипелага. Да ещё тот факт, что по эту сторону только Минделу имел школу, сделало город интеллектуальным центром Кабо-Верде. Многие политические деятели, в том числе Амилькар Кабрал и Педру Пиреш учились в одной из школ (ныне школа Жоржи Барбоза).
Ситуация улучшилась лишь в 1968 году, когда эмигрировавшие в Европу и США смогли отправлять денежные переводы своим семьям.
Революция гвоздик в Португалии открыла дверь многим инженерам, преподавателям и техническому персоналу Кабо-Верде на родину из различных бывших португальских колоний. Возвратились некоторые лидеры ПАИГК, соратники Амилькара Кабрала.

### Независимость
Независимость принесла городу известность. В настоящее время Порту-Гранде восстановлен. Торговля, услуги перевозки через Атлантический океан, ремонт судов и снабжение топливом будут и впредь лежать в основе экономического развития острова. Порт принимает импорт и экспортирует товары молодой страны. Динамичная связь с внешним миром способствует развитию на острове лёгкой промышленности.
Минделу растёт за счёт привлечения людей с других островов, особенно из Санту-Антана и Сан-Николау. В ходе переписи населения в 2000 году было зарегистрировано 63 тыс. человек. До 2010 года предполагается рост населения до 78 600, из них 96 % жителей острова Сан-Висенте будут сосредоточены в городе Минделу.

## Экономика
Гарантом экономического развития Минделу выступают торговля и сфера услуг.
Порту-Гранде служит центром распределения грузов. К концу 1997 года причал занимал площадь 1750 м², пирс для рыбной ловли имел длину 340 метров при максимальной глубине 11,5 метров. В декабре 1997 года была завершена модернизация порта: 45 000 м² причала вмещает в себя пассажирские терминалы, грузовой отсек, и другие современные средства обслуживания и поддержки. Порт также имеет пять складов, портовые сооружения и холодильные камеры.
В Минделу существуют современные и хорошо оборудованные мастерские по ремонту любых видов судов. Верфь оборудована системой подъёма, шестью причалами для лодок, не превышающих 110х18 м и грузоподъёмностью до 2800 тонн; в 145 метрах от набережной располагаются механические, котельные, электрические, плотницкие мастерские и цеха обработки поверхности и сварки труб.
Прибрежные воды изобилуют морскими обитателями, поэтому рыбный промысел предоставляет большие возможности для экономического развития города и заслуживает внимания иностранных инвесторов. Существует несколько предприятий по хранению и обработке даров океана.
В связи с недостатком пресной воды, развито опреснение морской. В Минделу производят в среднем 2900 м³/сутки питьевой воды, что охватывает 65 % водопотребления всего острова. Опреснением занимается частная компания «Electra».

### Туризм

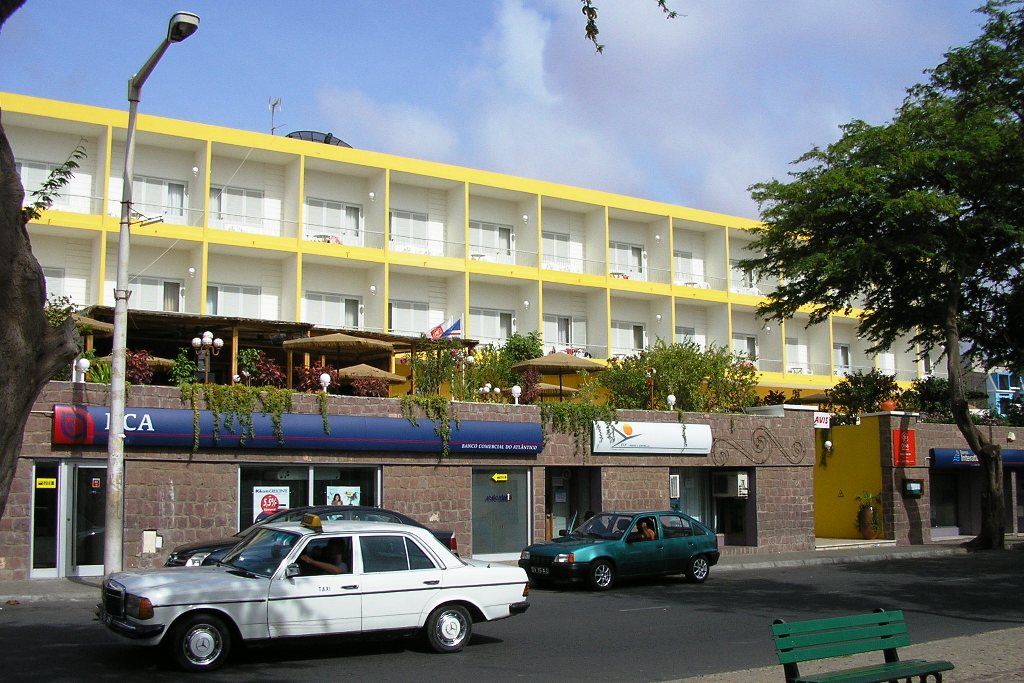
Отель Порту Гранде

Туризм — основное направление развития экономики всего архипелага. Минделу предлагает своим гостям полный комплекс услуг в этой отрасли.
- Отель Порту-Гранде**** расположен в самом сердце города. Один из самых старых отелей Кабо-Верде. Недавно реконструирован.[3]
- Отель Миндел****.[4]
- Chez Loutcha**** — отель, расположенный при входе в город. 4-х этажное современное здание с магазином, рестораном, баром.[5]
- Дом Кофе Минделу — старинное здание 1870 года, восстановленное в его первоначальном виде. Расположено недалеко от бухты Порту-Гранде.[6]

## Образование
Здесь расположен один из кампусов Университета Кабо-Верде.

## Демография
Население Минделу удвоилось в период с 1960 по 1980 года и к 2005 году темпы роста составляли 2,9 % в год.
Этот огромный рост численности населения сопровождается расширением городской территории. Город имеет форму месяца, расположен вокруг залива Порту-Гранде, и ограничен с холмами с бедной растительностью.
Колониальный центр окружён жилыми районами. В последние десятилетия образовались молодые богатые районы, в которых расположились вернувшиеся эмигранты. Многие госслужащие и молодые семьи живут в блочных домах у подножия горы Sossego